# Гущин, Борис Петрович
Борис Петрович Гущин (1919—1991) — полковник Советской армии, участник Великой Отечественной войны, Герой Советского Союза (1943).

## Биография
Борис Гущин родился 1 марта 1919 года в деревне Кошели Остахновского сельсовета Минецкой волости Боровичского уезда Новгородской губернии в рабочей семье. В 1937 году окончил школу № 3 в рабочем посёлке Кондрово Западной области и был призван на службу в Рабоче-крестьянскую Красную Армию. В 1940 году он окончил Краснодарское военное авиационное училище штурманов. С июля 1941 года — на фронтах Великой Отечественной войны. Летал штурманом в составе экипажа самолёта «Ил-4» под командованием дважды Героя Советского Союза Василия Осипова.
К апрелю 1943 года гвардии капитан Борис Гущин был штурманом звена 5-го гвардейского авиаполка 50-й авиадивизии 6-го авиакорпуса дальнего действия. К тому времени он совершил 217 боевых вылетов на бомбардировку скоплений вражеских войск и военных объектов в глубоком вражеском тылу.
Указом Президиума Верховного Совета СССР от 18 сентября 1943 года гвардии капитан Борис Гущин был удостоен звания Героя Советского Союза с вручением ордена Ленина и медали «Золотая Звезда» за номером 1754.
Всего за время войны совершил 302 боевых вылета, конец войны встретил в должности штурмана эскадрильи. После окончания войны продолжил службу в Советской Армии. В 1947 году он окончил курсы усовершенствования командиров и штурманов эскадрилий, после чего служил в авиации Военно-морского флота СССР. В 1962 году в звании полковника Гущин был уволен в запас. 
Проживал в Гомеле, работал в РСУ Гомельского облбытуправления. Скончался 26 апреля 1991 года.

## Награды
Указом Президиума Верховного Совета СССР от 18 сентября 1943 года гвардии капитан Борис Гущин был удостоен звания Героя Советского Союза с вручением ордена Ленина и медали «Золотая Звезда» за номером 1754.
Был награждён тремя орденами Ленина, тремя орденами Красного Знамени, орденами Отечественной войны I степени и Красной Звезды, а также шестнадцатью медалями.

## Память
- Бюст Гущина установлен в городе Быхов Могилёвской области Белоруссии[2].
- В Быховском лицее № 5 открыт музей 57-й ракетоносной авиационной дивизии, где размещена большая экспозиция, посвящённая лётчику.
- Ещё одна находится в музее в Кондрово, и в школе, где учился Б. П. Гущин.
- Именем Б. П. Гущина в г. Гомеле названа улица.
- Мемориальная доска на доме № 2 по переулку Спартака в Гомеле. Надпись: "В этом доме с 1964 по 1991 годы жил Герой Советского Союза Гущин Борис Петрович".
- Стела в честь Б. П. Гущина установлена на Аллее Героев в Гомеле (ул. Советская)[3][4].